# Malovice (Erpužice)
Malovice jsou vesnice, část obce Erpužice v okrese Tachov v Plzeňském kraji. Nachází se asi 2,5 kilometru jihovýchodně od Erpužice. Je zde evidováno 133 adres. V roce 2011 zde trvale žilo 42 obyvatel. Malovice leží v katastrálním území Malovice u Erpužic o rozloze 6,43 km².

## Historie
První písemná zmínka o vesnici pochází z roku 1371, avšak v oblasti jižně od Malovic se nachází téměř třicet mohyl, přičemž některé dosahují výšky až dvou metrů. Tato lokalita patří mezi jedno z mála téměř neporušených pohřebišť z období let 1600–1000 před naším letopočtem.

## Obyvatelstvo
| Rok            | 1869 | 1880 | 1890 | 1900 | 1910 | 1921 | 1930 | 1950 | 1961 | 1970 | 1980 | 1991 | 2001 | 2011 | 2021 |
| -------------- | ---- | ---- | ---- | ---- | ---- | ---- | ---- | ---- | ---- | ---- | ---- | ---- | ---- | ---- | ---- |
| Počet obyvatel | 199  | 222  | 218  | 240  | 221  | 236  | 224  | 108  | 90   | 85   | 62   | 40   | 53   | 42   | 51   |
| Počet domů     | 34   | 36   | 36   | 40   | 41   | 39   | 43   | 31   | 31   | 23   | 21   | 22   | 22   | 23   | 25   |

## Obecní správa
Při sčítání lidu v letech 1850–1959 Malovice byly samostatnou obcí v okrese Tachov. Od roku 1960 jsou částí obce Erpužice v okrese Tachov.

## Pamětihodnosti
- Dva mohylníky

## Osobnosti
- Karl Ernstberger (1887–1972), architekt

## Další fotografie

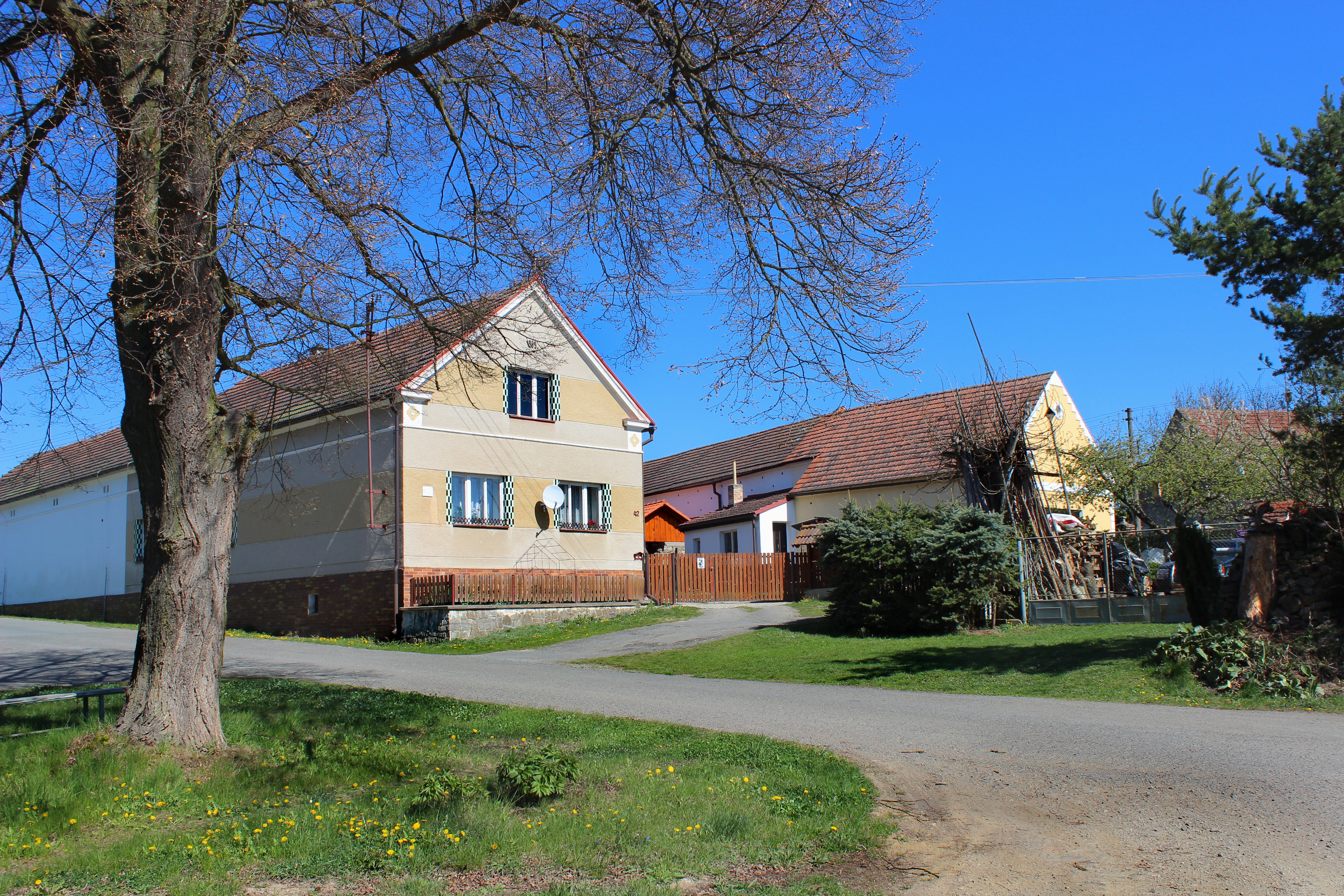
Náves
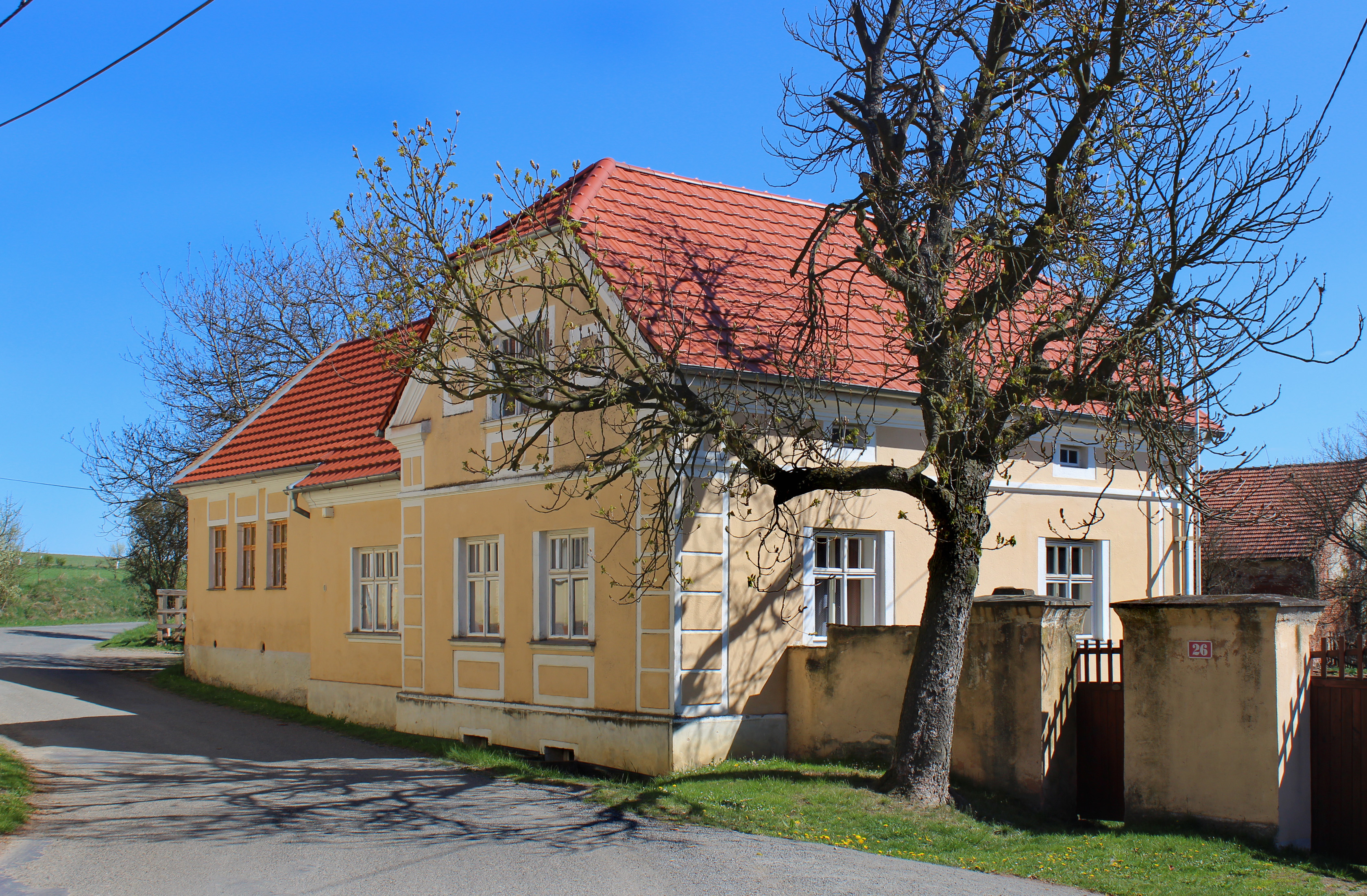
Dům č. p. 26 v Malovicích
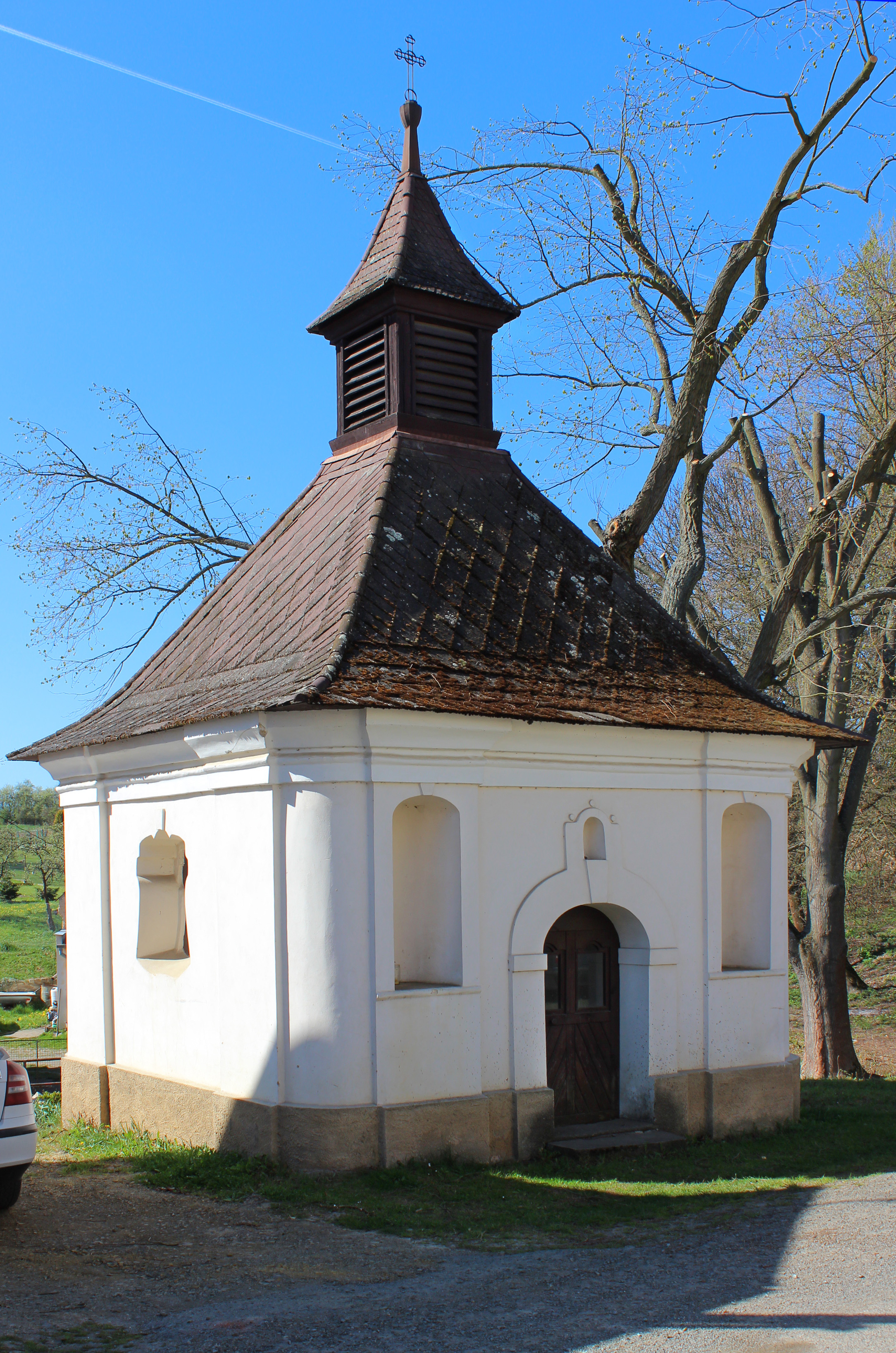
Kaplička u návsi
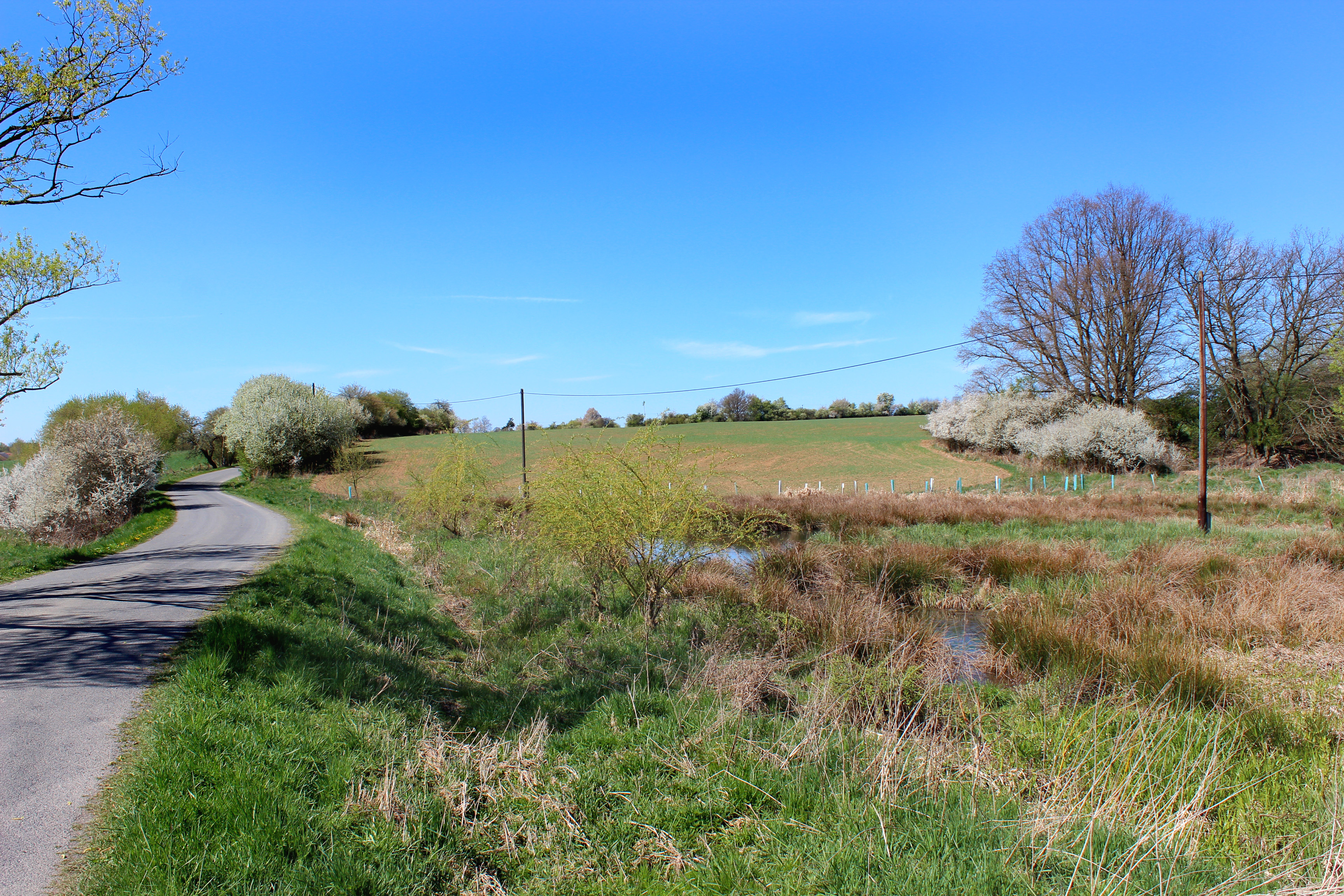
Malý rybník u cesty do Malovic
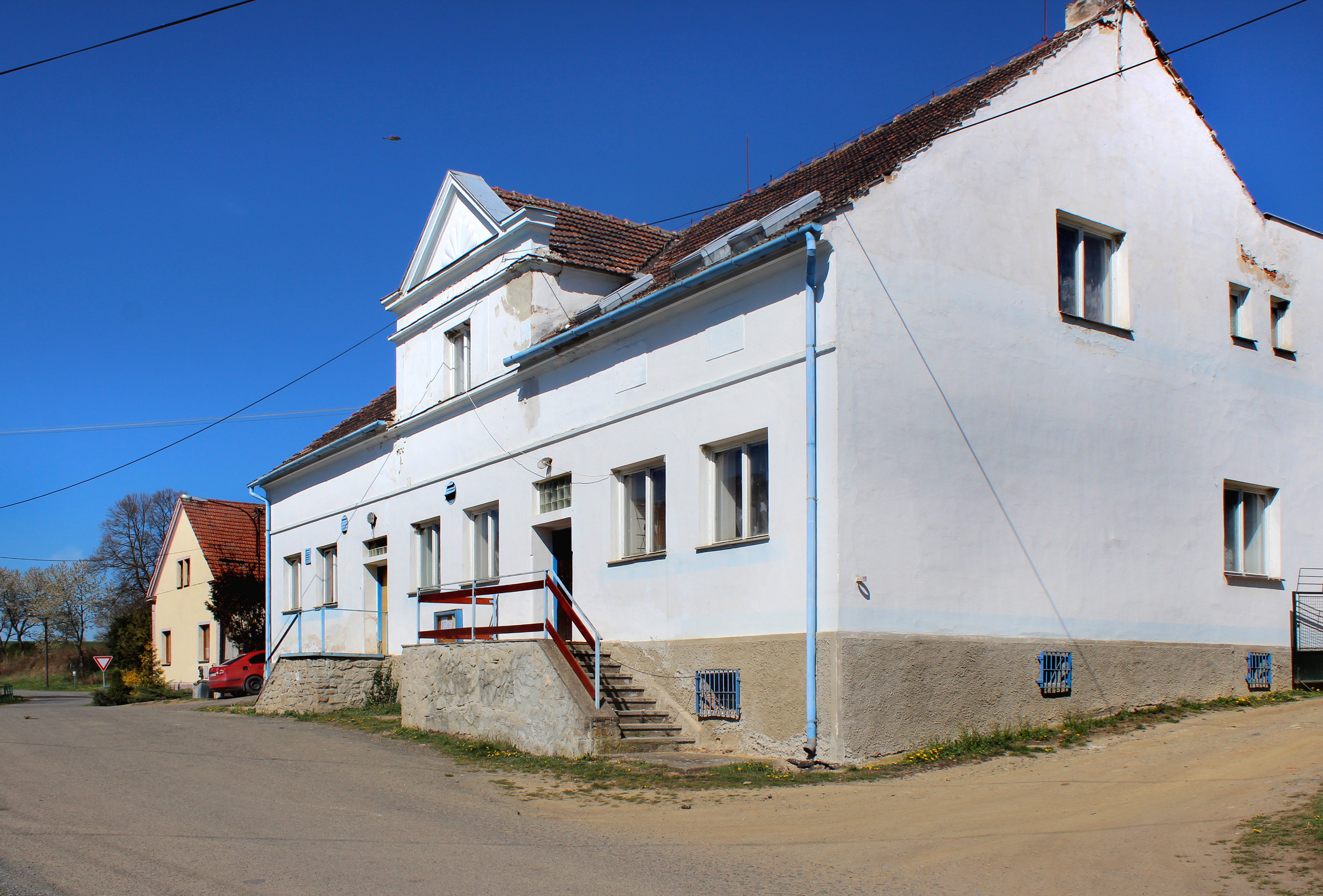
Bývalá hospoda